# Eustomias schmidti
Eustomias schmidti är en fiskart som beskrevs av Regan och Trewavas, 1930. Eustomias schmidti ingår i släktet Eustomias och familjen Stomiidae. Inga underarter finns listade i Catalogue of Life.